# 韩国政治宣传
韩国政治宣传为韩国对朝鲜大规模政治宣传做出的对等措施或向国内外人士灌输该国意识形态的方式。据法国哲学家和作家雅克·埃卢称：民主政权和专制政权中都存在宣传。韩国利用民主政治宣传促成本国利益最大化。现代媒体（如电视、广播、电影、印刷和互联网）亦用于政治宣传。

## 主要內容

### 反共主义
大韩民国于1948年建国后，首任总统李承晚建立了反共民族认同。强烈的反共宣传是为了应对共产主义朝鲜对韩国的威胁，以及他们意图颠覆资本主义政权的计划。韩国政府于1948年制定《反民族行為處罰法》，同年12月1日制定的《国家保安法》牢固树立了反共意识形态。该法严禁公民对政府的举动发表任何不同政见乃至批评，亦使共产主义在韩国非法（对媒体、艺术、文学和音乐皆有效）。韩方意图确立民主并反制朝方共产主义民族认同。外部主题是游说美国保护韩方安全。韩国政治宣传需要对抗朝鲜高强度亲共宣传和围绕金日成的个人崇拜。朝韩政治宣传主题相互竞争以试图令脫北者或越北者认同他们的意识形态以恢复朝鲜半岛统一。在朝鲜战争加剧南北双方敌意并造成朝鲜半岛进一步分裂后，反共思想更加根深蒂固。 

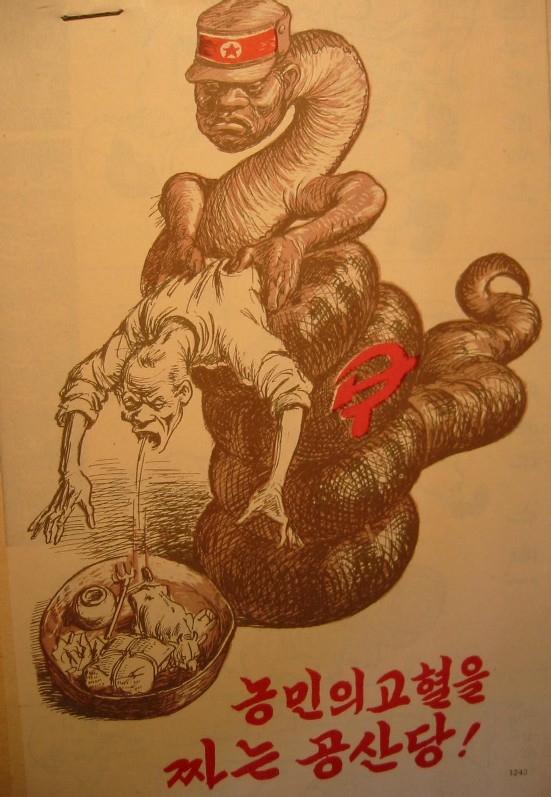
韩国在朝鲜战争期间制作的宣传单，写有“壓搾农民膏血的共产党！”

### 朝鲜战争
政治宣传是韩国抵御朝鲜入侵及其宣传攻势的重要战争工具。反共意识形态被牢固确立并被用来加强韩国民族认同。韩方需要动员全国国民在内战中生存和战斗。据政治学家兼作家哈罗德·拉斯韦尔在他对一战政治宣传的研究中所称，参战国需要将敌方妖魔化以加强国民和盟友对该国的支持。 妖魔化政治宣传试图“利用敌人的傲慢和堕落的例子来巩固民族思想”。对朝宣传与对韩宣传主题一样尖刻。韩国政治宣传利用朝鲜无端入侵的事实导致停火谈判时常陷入僵局。

### 经济繁荣
战后，韩国致力于将朝鲜战争时期的破坏修复。政治宣传加强了人们共同努力重建韩国的认知。以经济繁荣为主题的政治宣传也表明韩国优于朝鲜并反击平壤的反资本主义宣传。从 1960 年代和 1970 年代开始，时任韩国总统朴正熙颁布多项经济改革命令，这些命令在事后被认为是使韩国形成经济成功现状的功臣。现时在二战后从第三世界跃升的世界经济体中，韩国排名第15位。1970年开始的新乡村运动被认为是朴正熙政府针对韩国人民进行意识形态灌输以激励他们走向发展。朴正熙在他的自传《建立一个国家》一书中称赞他创造的经济成就为他国树立榜样。并描述了他的经济计划和发展改革的成效。到20世纪70年代初，南北经济发展差异日益明显。经济战是向朝鲜人民揭示韩国日益提高的生活质量并让朝鲜人推翻金日成独裁政府。在朝韩双方自战后以来的首次双边会谈中，韩方将朝鲜代表团带入汉城。朝鲜代表团团长看到重建后的城市和熙熙攘攘的交通，说：“你知道我们不傻。很显然，你下令把全国所有的汽车都运到汉城来愚弄我们。” 韩国代表团首席代表李范石（音）回答说：“嗯，你说的那个还算简单。难点是还得把建筑物都移动过来。” 现时韩国以经济繁荣为主题的政治宣传与朝鲜失败的意识形态迎面对抗。受天安号事件影响，韩国于2010年恢复在非军事区的政治宣传广播。扬声器和无线电台向朝鲜播出韩国流行音乐，并炫耀自由民主和该国的经济繁荣景象。

### 民族驕傲
朝鲜民族认同（基于他们共同的民族自豪感）一直是朝鲜半岛文化的一部分。日治时期（1910－1945年），殖民者以民族主义作为政治宣传主题，以便使朝鲜半岛人屈从日本人，并使他们相信朝鲜族和日本人同为纯正民族。1945年朝鲜半岛独立后，日治时期的宣传主题被南北双方先后继承。韩国加强政治宣传强度后，政府继续使用“朝鲜半岛性”的民族主义主题以争取人民支持。

#### 半岛统一
韩国民族主义宣传被用于缓和南北关系。支持者希望通过诉诸同一民族（种族）认同的宣传改善南北关系以统一半岛。  1998年至2008年间，韩国“阳光政策”利用这一主题来促进南北双方进一步的接触与合作。

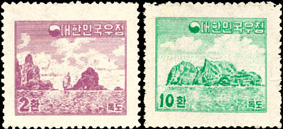
印有独岛照片的韩国邮票（1954年印）

#### 日治时期遗留问题
在朝鲜半岛东海岸附近的岛屿主权争议中，韩国对此的政治宣传通常针对日本。这个争议岛屿在韩国称为独岛，在日本则为竹岛，是日韩宣传攻势的主题。而慰安妇问题较此更为严重，经过自20世纪90年代以来数十年的尝试解决，最终于2015年达成共识，争议解除。尽管日本以赔偿和总理道歉的方式履行了协议的一部分，但文在寅当局在2018年单方违背协议。

#### 韩美关系
美国仍然是韩国的重要盟友，并维持在韩驻军以预防第二次朝鲜战争发生。没有战争记忆或战后贫困的韩国年轻人并不支持美国的角色和长期驻军。美韩政府关系依然强劲，而韩国民调显示对美国的负面看法增加，而对朝鲜的正面看法则有所改善。但这种情况在2010年因朝鲜发动的一系列袭击而发生变化（例如天安号沉没事件）。

## 表现形式

### 电影
受欢迎的韩国电影经常以跨越三八线的友谊或家庭关系来展示统一主题。2000年电影《JSA安全地帶》因展现非军事区内朝鲜人民军和韩国国军之间的友谊从而在韩国赢得高额票房。

### 广播
韩国通过无线广播对朝鲜播报新闻并发表政治宣传内容。阳光政策施行时，韩国政府的宣传强度有所减弱。李明博于2008年当选后，政治宣传强度恢复往常。由于朝鲜的暴力行动，韩方于2010年进一步加强宣传强度。

### 报纸
韩国与其他民主国家一样拥有新闻自由。该国报纸是批评或支持政府和意识形态的论坛。媒体报道高度关注朝鲜和半岛统一前景。独岛主权争议亦为韩国平面媒体常见政治宣传主题。

### 政治传单
政治宣传传单通过气球发送到朝鲜，发送者希望能将被平壤严密封锁的信息传给北方的同胞。气球宣传活动可能因南北关系起伏而开始或停止。散发传单的反共或反朝组织亦可能独立于韩国政府。
朝韩双方皆于互联网发动信息战。双方的黑客攻击和关闭对方网站，并通过社交网络进行直接宣传。